# ATC kod D09
ATC kod D09 Medicinske obloge su terapeutska podgrupa sistema za anatomsko terapeutsko hemijsku klasifikaciju. Ovaj sistem alfanumeričkih kodova je razvio  za klasifikaciju lekova i drugih medicinskih proizvoda.  Podgrupa D09 je deo anatomske grupe D Koža i potkožno tkivo.

Kodovi za veterinarsku upotrebu (ATCvet kodovi) se mogu formirati stavljanjem slova Q ispred humanih ATC kodova: QD09... 
Nacionalna izdanja ATC klasifikacije mogu da obuhvataju dodatne kodove koji nisu prisutni na ovoj listi.

## D09A Medicinske obloge

### D09AA Medicinske obloge sa antiinfektivima
D09AA01 Framicetin
D09AA02 Fusidinska kiselina
D09AA03 Nitrofural
D09AA04 Fenilmerkurski nitrat
D09AA05 Benzododecinijum
D09AA06 Triklosan
D09AA07 Cetilpiridinijum
D09AA08 Aluminijum hlorohidrat
D09AA09 Povidon-jod
D09AA10 Kliokvinol
D09AA11 Benzalkonijum
D09AA12 Hlorheksidin
D09AA13 Jodoform

### D09ABCinkovizavoji
D09AB01 Cinkov zavoj bez suplemenata
D09AB02 Cinkov zavoj sa suplementima